# Enfuvirtide
L'Enfuvirtide (DCI) est un médicament antirétroviral de type inhibiteur de fusion du virus de l'immunodéficience humaine (VIH). Il constitue un traitement efficace contre l'infection à VIH lorsque, lors d'une polythérapie, des signes de résistances apparaissent. Bien qu'il ait des avantages certains, ce traitement se révèle relativement lourd car n'est disponible que sous forme d'injection.
Ce médicament est commercialisé sous le nom de Fuzeon par Roche.

## Historique
Les premiers travaux sur l'enfuvirtide débutent à l'Université Duke au début des années 1990 dans le cadre d'un programme de recherche financé par le gouvernement fédéral américain . À la suite de la découverte de ce composé, les chercheurs créent l'entreprise pharmaceutique Trimeris en 1993 pour continuer le développement du T-20 qui devient par la suite l'enfuvirtide. En 1999, Trimeris s'associe avec le groupe pharmaceutique Hoffmann-La Roche pour terminer le développement du médicament.
Le 13 mars 2003, l'enfuvirtide reçoit l'autorisation de mise sur le marché américain de la part de la Food and Drug Administration (FDA) et devient de ce fait le premier d'une nouvelle classe d'antirétroviraux, les inhibiteurs de fusion du VIH. Cette autorisation est accordée à la suite des résultats de deux essais cliniques de phase III (TORO 1 et TORO 2) qui comparent la charge virale entre une polythérapie contre le VIH utilisant l'enfuvirtide et une autre sans. L'autorisation de mise sur le marché intérieur est accordée deux mois plus tard le 23 mai 2003  et le 14 juillet 2003 pour le Canada.

## Pharmacologie
La molécule de l'enfuvirtide est un peptide constitué de 36 acides aminés et sa fabrication à l'échelle industrielle est particulièrement délicate car elle nécessite 44 produits différents et 106 réactions. L'enfuvirtide reproduit une partie de la région répétée HR2 de la glycoprotéine gp41 présente sur l'enveloppe du VIH et intervenant au moment de la fusion avec la membrane cytoplasmique de la cellule attaquée.
Le mécanisme d'action de l'enfuvirtide est de se fixer sur la gp41 en empêchant ainsi le virion d'amorcer la séquence de fusion-lyse, qui en temps normal aboutit à la pénétration de la capside du VIH dans le cytoplasme de la cellule.
Jusqu'au développement de l'enfuvirtide, les antirétroviraux utilisés dans un traitement contre le VIH agissaient à l'intérieur des cellules infectées, notamment les lymphocytes T4 qui sont la principale cible du VIH. L'enfuvirtide pour sa part agit au tout début du cycle de réplication du VIH en empêchant la fusion-lyse. Ainsi le virion ne peut pénétrer dans la cellule et détourner la machinerie cellulaire à son avantage.
L'enfuvirtide est indiqué chez les malades en situation d'échec thérapeutique avec un traitement antirétroviral hautement actif (HAART). Cet échec apparaît lorsque la charge virale augmente et que le nombre de lymphocytes T4 baisse. Des résultats positifs ont également été démontrés pour le traitement des enfants séropositifs.
L'enfuvirtide n'est considéré efficace que contre le VIH-1 et il est déconseillé de l'utiliser pour un traitement contre le VIH-2 en raison d'une résistance naturelle.
Une résistance naturelle du VIH à l'enfuvirtide apparaît à la suite de mutations des séquences HR1 et HR2. Mais ces mutations ne sont pas conservées lorsque l'enfuvirtide est arrêté.

## Utilisation clinique
L'administration du médicament se fait par injection sous-cutanée sans emplacement précis, bien qu'il soit conseillé de la faire à l'abdomen, le haut de la cuisse, ou le haut du bras et en changeant de site à chaque injection.
L'utilisation pour un adulte de plus de 16 ans se fait sous la forme de deux injections par jour de 90 mg, combinées avec une polythérapie existante. Pour les enfants de plus de 6 ans, la dose dépend du poids, mais les essais cliniques sont moins exhaustifs que chez l'adulte .

### Effets indésirables et difficulté d'utilisation
Les effets indésirables sont une réaction au site d'injection (pouvant entraîner dans moins de 10 % des cas une réaction assez importante), une prédisposition aux pneumonies bactériennes et diverses autres infections . Cette réaction locale inclut l'apparition d'une amylose.
Le médicament doit être préparé à partir d'une poudre et de l'eau stérile, cette complication dans la préparation le rend compliqué à l'utilisation pour des personnes ne désirant pas révéler leur statut sérologique à leur entourage, mais également dans la diffusion au sein de l'organisme (une boule apparaît qui nécessite d'être massée). Cependant, le groupe Hoffmann-La Roche développe avec l'aide d'une entreprise une nouvelle technique par pistolet injecteur qui devrait résoudre certaines de ces difficultés.

## Coût
En 2003 aux États-Unis le coût d'un traitement d'un an d'enfuvirtide s'élève à 20 000 $ .